# Ange-Étienne-Xavier Poisson de La Chabeaussière
Ange-Étienne-Xavier Poisson de La Chabeaussière (Paris, 1752 — 10 de setembro de 1820) foi um compositor francês.
Com Florian e Martini foi autor da canção, ainda célebre, "Plaisir d'amour".

## Iconografia
Foi retratado por 
- Joseph Ducreux, Salão de 1795, n° 234.
- Robert Lefèvre, Salão de 1804, n° 391.
- Jacques Augustin Catherine Pajou[1] Salão de 1819, n° 806. Em 1943, este quadro foi adquirido em venda pública pelo Museu Nacional do Castelo de Versalhes e do Trianon.
- Figura também em uma estampa "Um Sarau na casa da Princesa Constance de Salm" entre outras 38 personalidades literárias e artísticas do Salão da Princesa de Salm.